# Hisham Bizri
Hisham Bizri (àrab: هشام البزري, Hixām al-Bizrī) (Beirut, Líban, 1966) és un director, productor i professor de cinema libanès. Ha treballat als Estats Units, amb el cineasta Raoul Ruiz i ha dirigit més de vint-i-cinc curtmetratges i un llargmetratge. La seva experiència en el sector inclou treballs com a productor a Future TV (Beirut), com a director creatiu a Orbit Communications Company (Beirut) i com a president i director creatiu de Levantine Films (NYC). Ha ensenyat a nombroses universitats i centres d'ensenyament superior americans (Universitat Brown, Universitat de Minnesota, MIT, UC Davis, NYU, Universitat de Boston, The School of the Museum of Fine Arts (Boston)), així com a altres països: Líban, Corea, Japó, Irlanda i Jordània. Els seus estudiants van estudiar cinema a NYU, USC, AFI, UCLA, La Fémis (París) i FAMU (Praga).

## Carrera
Les pel·lícules de Bizri s'han projectat a escenaris internacionals com el Festival de Cinema de Sundance o els festivals de Canes, Berlin, Oberhausen, Moscou i Abu Dhabi, així com a centres culturals com el Louvre, l'Institut du Monde Arabe, la Cinémathèque Française, el Centre Pompidou, el MoMa o els Anthology Film Archives (NYC). Ha rebut premis de les fundacions McKnight, LEF, Jerome i Rockefeller, així com beques de la Guggenheim Foundation, la Bogliasco Foundation i l'American Academy in Rome, que li va atorgar el Premi Roma (FAAR 2009).

### Filmografia selecta
| Any  | Títol                         | Durada      | Format                       | Notes |
| ---- | ----------------------------- | ----------- | ---------------------------- | --- |
| 1989 | The Dream                     | 7 minuts    | Super-8                      | |
| 1989 | The Sun                       | 5 minuts    | Super-8                      | |
| 1990 | The Third of May              | 9 minuts    | 16 mm                        | |
| 1990 | The Dream of a Ridiculous Man | 22 minuts   | 16 mm                        | |
| 1991 | The Leaves of a Cypress       | 15 minuts   | Betacam SP                   | |
| 1991 | Vertov's Valentine            | 12 minuts   | Betacam SP                   | |
| 1992 | Message from a Dead Man       | 20 minuts   | 16 mm                        | |
| 1997 | Mitologies                    |             | Stereoscopic Cinema          | |
| 1997 | Las Meninas                   |             | Stereoscopic Cinema          | |
| 2002 | City of Brass                 | 24 minuts   | Betacam                      | |
| 2002 | La Rencontre                  | 28 minuts   | DV                           | Basat en el conte «Emma Zunz» de Jorge Luis Borges. |
| 2002 | Chabrol á Biarritz            | 23 minuts   | DV                           | Entrevista amb Claude Chabrol |
| 2005 | Vertices: Beirut.Dublin.Seoul | 32 minuts   | DV                           | Pel·lícula per a tres pantalles. |
| 2005 | Asmahan                       | 21 minuts   | 35 mm                        | |
| 2008 | Song for the Deaf Ear         | 18 minuts   | 16 mm/Vídeo d'alta definició | En silenci però per l'últim minut - Festival Sercine, Aracaju (Sergipe), Brasil |
| 2010 | A Film                        | 8.32 minuts | 16 mm/Vídeo d'alta definició | - Festival de cinema de Minneapolis-Saint Paul - Festival de Cinema de Pesaro 2012 |
| 2012 | Sirocco                       | 18 minuts   | 35mm                         | - Selecció del Festival Internacional de Curtmetratges d'Oberhausen per a la competició internacional 2012 - Sundance Film Festival seleccionat a New Frontier Shorts American Competition 2013 - Twin Cities Arab Film Fest 2013 |
| 2016 | Beneath the wide wide Heaven  | 15 minuts   | 35 mm                        | - Selecció del Festival Internacional de Curtmetratges d'Oberhausen per al Concurs Internacional 2016 - Selecció del 24è Festival Internacional de Cinema Curtas Vila do Conde (Portugal) per a la Competició Experimental 2016 - 14è Festival Internacional de Signes de la Nit 2016 - Guanyador del premi: Millor muntatge. Festival Internacional de Cinema RAIIFA 2016 - 21è Festival de Cinema Split / Festival Internacional de Cinema Nou 2016 - Finalista, 14è Festival Internazionale Cinema d'Arte 2016 (Milano) - Manifesto Film Festival (Amsterdam) 2018 |
| 2017 | Hisham Bizri Retrospective    |             |                              | - 12th Twin Cities Arab Film Festival |
| 2017 | Night Shift                   | 4.51 minuts | vídeo musical                | - Best Director, Amarcord Arthouse Film & Video Festival |
| 2017 | Shooq aka The Wanderer        | 42 minuts   |                              | |
| 2018 | Curts seleccionats            |             |                              | - 2nd Annual CAVE (Cinematic Audio Visual Experimentation) Film Festival 2018 |
| 2019 | Of Yellow was the outer Sky   | 8 minuts    |                              | - 14th Twin Cities Arab Film Festival |
| 2021 | Elektra                       | 89 minuts   | 35 mm                        | - 40th Minneapolis-St. Paul Festival Internacional de Cinema - Netflix - Apple TV |

## Premis i honors
- Beca de la Fundació Bogliasco (2019)
- Millor director (Premi Tarkovsky) per "Night Shift", Amarcord Arthouse Film & Video Festival (2017)
- Premi a la millor edició per "Beneath the wide, wide, Heaven", Festival Internacional de Cinema RAIIFA (2016)
- Premi de recerca de la Facultat de Salomon, Universitat de Brown (2015)
- Script Station, Berlinale Talent Campus, Festival Internacional de Cinema de Berlín (2011)
- Acadèmia Americana a Roma "Premi Roma" (2008)
- Premi McKnight Media Artist (2008)
- Beca Guggenheim (2007)[4]
- Beca Bellagio de la Fundació Rockefeller (2005)